# کیم جونگ نان
کیم جونگ نان (کره‌ای: 김정난؛ زادهٔ کیم هیون آه در ۱۶ ژوئیه ۱۹۷۱) بازیگر اهل کره جنوبی است. کیم حرفهٔ بازیگری خود را در سال ۱۹۹۱ آغاز کرد، اما پس از بازی در شخصیت یک مرد محترم در سال ۲۰۱۲ به محبوبیت و شهرت رسید. او در مجموعه‌های تلویزیونی گرگ و میش، تو کیستی: مدرسه ۲۰۱۵، تولد دوباره در خانواده پولدار، افسانه نه دم ۱۹۳۸ و ملکه اشک ایفای نقش کرده‌است.